# Saison 3 de Ma famille d'abord
Chronologie
Saison 2 Saison 4
Cet article présente les épisodes de la troisième saison de la série télévisée Ma famille d'abord (My Wife and Kids).

## Distribution
- Damon Wayans (VF : Stéphane Ronchewski) : Michael Richard Kyle
- Tisha Campbell (VF : Ninou Fratellini) : Janet Marie Thomas Kyle (Jay en VO)
- George O. Gore II (VF : Alexandre Nguyen) : Michael Richard Kyle Jr.
- Jennifer Nicole Freeman (VF : Adeline Chetail)  : Claire Marie Kyle
- Parker McKenna Posey (VF : Audrey Benayoun) : Kady Melissa Jane Kyle
- Noah Gray-Cabey (VF : Kevin Sommier) : Franklin Aloysius Mumford
- Andrew McFarlane (VF : Taric Mehani) : Honnête Tony Jeffers

## Liste des épisodes

### Épisode 1:Tous à Hawaï!, première partie
- États-Unis : 25 septembre 2002 sur ABC
- France : 6 janvier 2004 sur M6

- Nicole Scherzinger (Veronica)
- Tyson Beckford (Hunter)
- Reesey (Leilani)
- Lise Simms (en) (l’hôtesse de la première classe)

### Épisode 2:Tous à Hawaï!, deuxième partie
- États-Unis : 25 septembre 2002 sur ABC
- France : 7 janvier 2004 sur M6

- Nicole Scherzinger (Veronica)
- Tyson Beckford (Hunter)
- Dom Irrera (en) (le garçon sur la plage)
- Reesey (Leilani)

### Épisode 3:Tous à Hawaï!, troisième partie
- États-Unis : 25 septembre 2002 sur ABC
- France : 8 janvier 2004 sur M6

- Liliana Mumy (Rachel)
- Dom Irrera (en) (l'homme dans le hall)
- Reesey (Leilani)

### Épisode 4:Ô Samba!
- États-Unis : 9 octobre 2002 sur ABC
- France : 9 janvier 2004 sur M6

- Joseph Vassallo (en) (M. Roccocco)
- Sofía Vergara (Selma)
- Rheagan Wallace (en) (Kathy)
- Porscha Coleman (en) (Shaneka)
- Ally Maki (Sasha)
- Brooke Anne Smith (Jessica)
- Jordi Caballero (en) (Joe)

### Épisode 5:Plein les yeux!
- États-Unis : 16 octobre 2002 sur ABC
- France : 12 janvier 2004 sur M6

- Gedde Watanabe (Dr Ling)
- Chelsea Handler (nourrice Amy)

### Épisode 6:Le Petit Ami idéal
- États-Unis : 23 octobre 2002 sur ABC
- France : 13 janvier 2004 sur M6

- Donnell Barrett (Jason)

### Épisode 7:Roméo et Janet
- États-Unis : 30 octobre 2002 sur ABC
- France : 14 janvier 2004 sur M6

- Serena Williams (Mlle Wiggins)
- Philip Daniel Bolden (en) (Devon)
- Liliana Mumy (Rachel)
- Jessica Sara (Melissa)
- Logan Arens (en) (Chris)
- Elliott Cho (de) (Mime)
- Toran Hylton (Roméo)
- Drake Johnston (Franky)
- Damani Roberts (Skye)
- Bobb'e J. Thompson (le Requin)
- Christian Torchon (Timmy)
- Beanie Feldstein (Beane)

### Épisode 8:Chamailleries
- États-Unis : 6 novembre 2002 sur ABC
- France : 15 janvier 2004 sur M6

### Épisode 9:La Guerre des belles-sœurs
- États-Unis : 13 novembre 2002 sur ABC
- France : 16 janvier 2004 sur M6

- Vivica A. Fox (Kelly)

### Épisode 10:Les Amours de Junior
- États-Unis : 20 novembre 2002 sur ABC
- France : 19 janvier 2004 sur M6

- Claudette Ortiz (en) (Amber)
- Lena Cardwell (Valérie)
- Ron Sierra (Ty)
- Shillae Anderson (la fille)

### Épisode 11:L'Artiste
- États-Unis : 27 novembre 2002 sur ABC
- France : 20 janvier 2004 sur M6

- Steve Harvey (Steve)
- Chene Lawson (en) (Monica)
- Gillian Iliana Waters (en) (Theresa)

### Épisode 12:Comme sur des roulettes
- États-Unis : 4 décembre 2002 sur ABC
- France : 21 janvier 2004 sur M6

- Mos Def (Tommy)

### Épisode 13:Problème de communication
- États-Unis : 11 décembre 2002 sur ABC
- France : 22 janvier 2004 sur M6

- Terry Rhoads (en) (Dr Mason)
- Damon Wayans Jr. (John)
- Thomas Joseph Thyne (le directeur)

### Épisode 14:La Veillée indienne
- États-Unis : 18 décembre 2002 sur ABC
- France : 23 janvier 2004 sur M6

- Liliana Mumy (Rachel)
- Gabby Soleil (Charlotte)

### Épisode 15:Panne de courant
- États-Unis : 22 janvier 2003 sur ABC
- France : 26 janvier 2004 sur M6

### Épisode 16:L'Homme de l'année
- États-Unis : 29 janvier 2003 sur ABC
- France : 27 janvier 2004 sur M6

- Miguel A. Núñez, Jr. (Max)
- DeRay Davis (R.J.)
- Todd Allyn Lynn (Todd)
- Bob Glouberman (en) (le photographe)
- Brian Holtzman (Brian)
- J. Michael Oliva (Michael Keller)

### Épisode 17:Quand le chat n'est pas là..., première partie
- États-Unis : 5 février 2003 sur ABC
- France : 28 janvier 2004 sur M6

### Épisode 18:Quand le chat n'est pas là..., deuxième partie
- États-Unis : 5 février 2003 sur ABC
- France : 29 janvier 2004 sur M6

- France : 4,2 millions de téléspectateurs[1] (première diffusion)

### Épisode 19:Levez la main droite et... Fuyez!
- États-Unis : 26 février 2003 sur ABC
- France : 30 janvier 2004 sur M6

- DeRay Davis (R.J.)
- Todd Allyn Lynn (Todd)
- Steve Schirripa (vendeur d'assurance)
- Brent Sexton (homme populaire)
- Thom Gossom Jr. (le juge)
- Brian Holtzman (Brian)

### Épisode 20:Tribunal de famille
- États-Unis : 5 mars 2003 sur ABC
- France : 2 février 2004 sur M6

### Épisode 21:Ça roule pour Claire
- États-Unis : 26 mars 2003 sur ABC
- France : 3 février 2004 sur M6

- France : 4,212 millions de téléspectateurs[1] (première diffusion)

- Clint Culp (policier)

### Épisode 22:Jalousie
- États-Unis : 9 avril 2003 sur ABC
- France : 4 février 2004 sur M6

- DeRay Davis (R.J.)
- Todd Allyn Lynn (Todd)
- Terry Rhoads (en) (Dr Mason)
- Brian Holtzman (Brian)
- Jamia Simone Nash (Aretha)

### Épisode 23:Zen, restons Zen
- États-Unis : 30 avril 2003 sur ABC
- France : 5 février 2004 sur M6

- Miguel A. Núñez, Jr. (Max)
- Tamara Lynch (professeur de yoga)

### Épisode 24:La Première Fois
- États-Unis : 7 mai 2003 sur ABC
- France : 6 février 2004 sur M6

### Épisode 25:Petite leçon d'humilité
- États-Unis : 14 mai 2003 sur ABC
- France : 9 février 2004 sur M6

- DeRay Davis (R.J.)
- Todd Allyn Lynn (Todd)
- Roshawn Franklin (Donovan)
- Jessica Szohr (disc jockey)

### Épisode 26:Tu seras un homme, mon fils, première partie
- États-Unis : 21 mai 2003 sur ABC
- France : 10 février 2004 sur M6

### Épisode 27:Tu seras un homme, mon fils, deuxième partie
- États-Unis : 21 mai 2003 sur ABC
- France : 11 février 2004 sur M6

- Louis Price (en) (le principal)